# Alcazar của Jerez de la Frontera

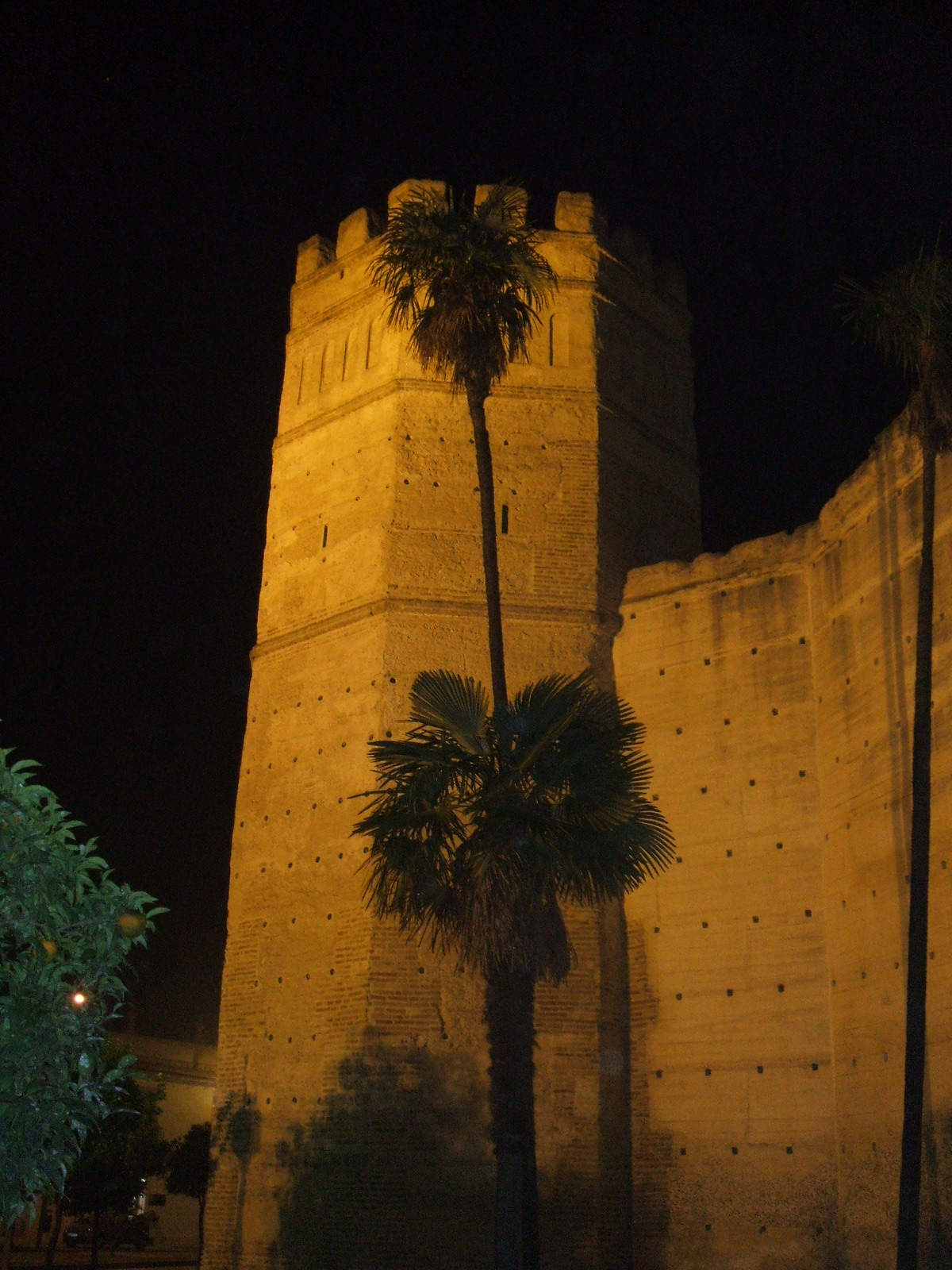
Cảnh tháp bát giác

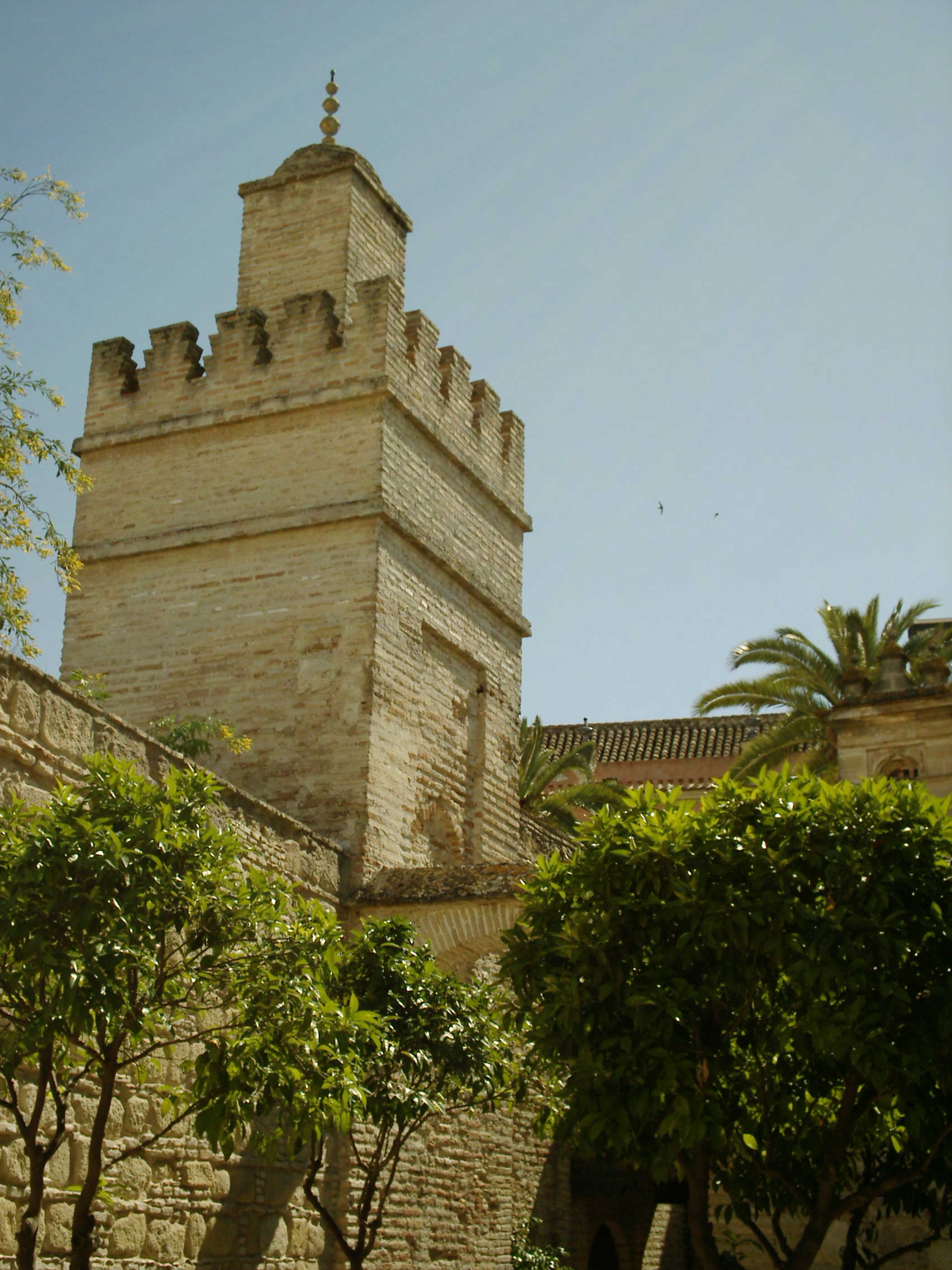
Tháp của thánh đường.

Alcazar of Jerez de la Frontera trước kia là một pháo đài Moor, hiện nay là công viên ở Jerez de la Frontera, Andalucía, Tây Ban Nha. Công viên được công nhận là Bien de Interés Cultural năm 1931.
Pháo đài đầu tiên được xây dựng vào thế kỷ 11, khi Jerez từng là một phần của vương quốc nhỏ bé Taifa of Arcos. Vào thế kỷ 12, cấu trúc mới được dựng lên làm nơi cư trú cả dân sự và pháo đài bởi các chủ cai trị Almohad Caliphate ở vùng phía nam Tây Ban Nha. Sau đó, sau khi cuộc tái chinh phục của Andalusia, nơi này trở thành chỗ của các thị trưởng Thiên Chúa giáo đầu tiên.